# Kulturstyrelsen
Kulturstyrelsen (dt. Kulturbehörde) war eine Behörde des dänischen Kulturministeriums, die am 1. Januar 2012 durch die Fusion der Denkmalschutzbehörde Kulturarvsstyrelsen, der Kunststyrelsen (Behörde für Kunst) und der Styrelsen for Bibliotek og Medier (Behörde für Bibliotheken und Medien) entstanden ist.
Am 1. Januar 2016 fusionierte sie mit der Styrelsen for Slotte & Kulturejendomme (Behörde für Schlösser und Kulturgüter) zur Slots- og Kulturstyrelsen (Schlösser- und Kulturbehörde).